# KamAZ-5320

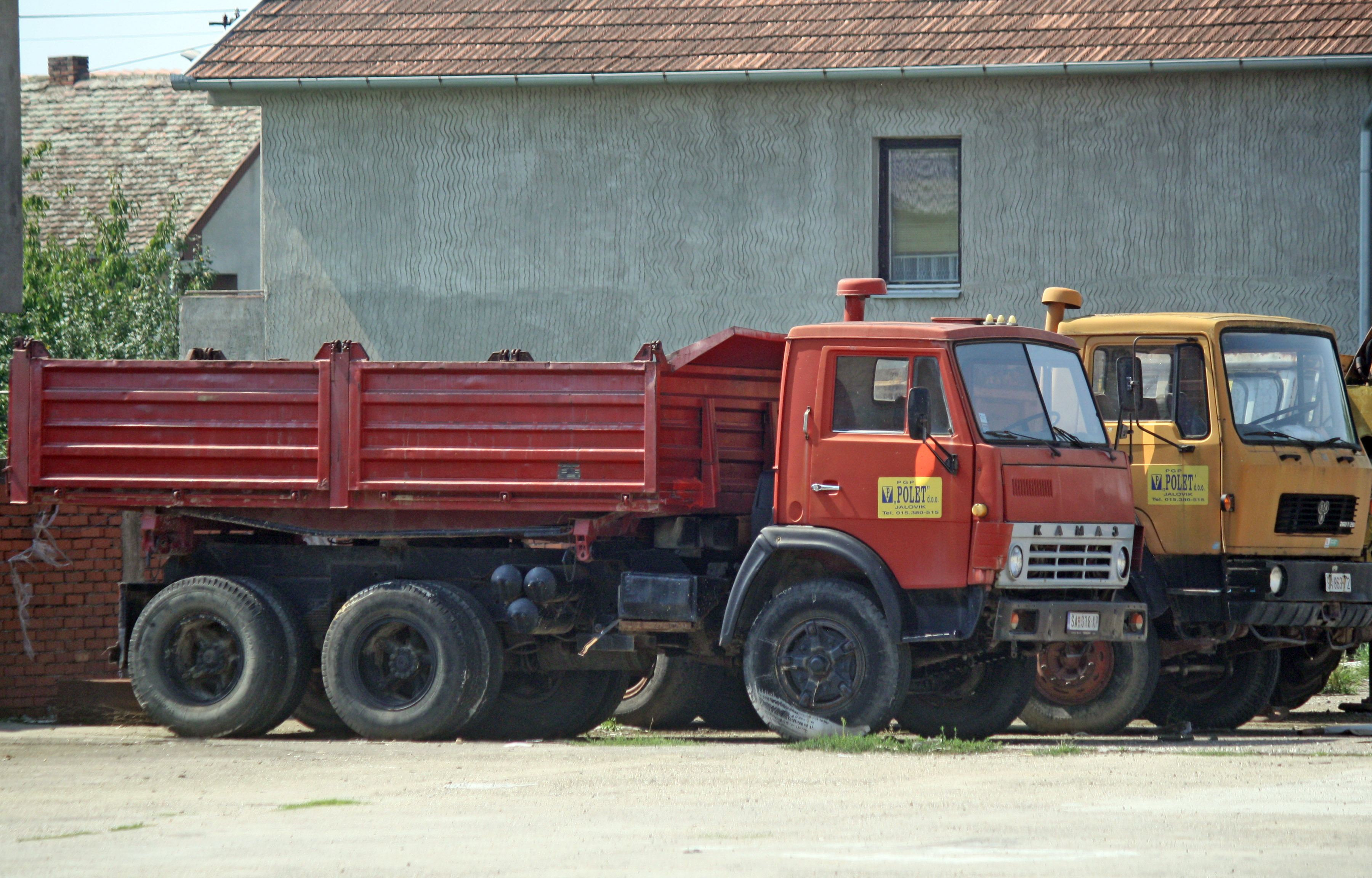
Ein KamAZ-5320 in Serbien (2015)

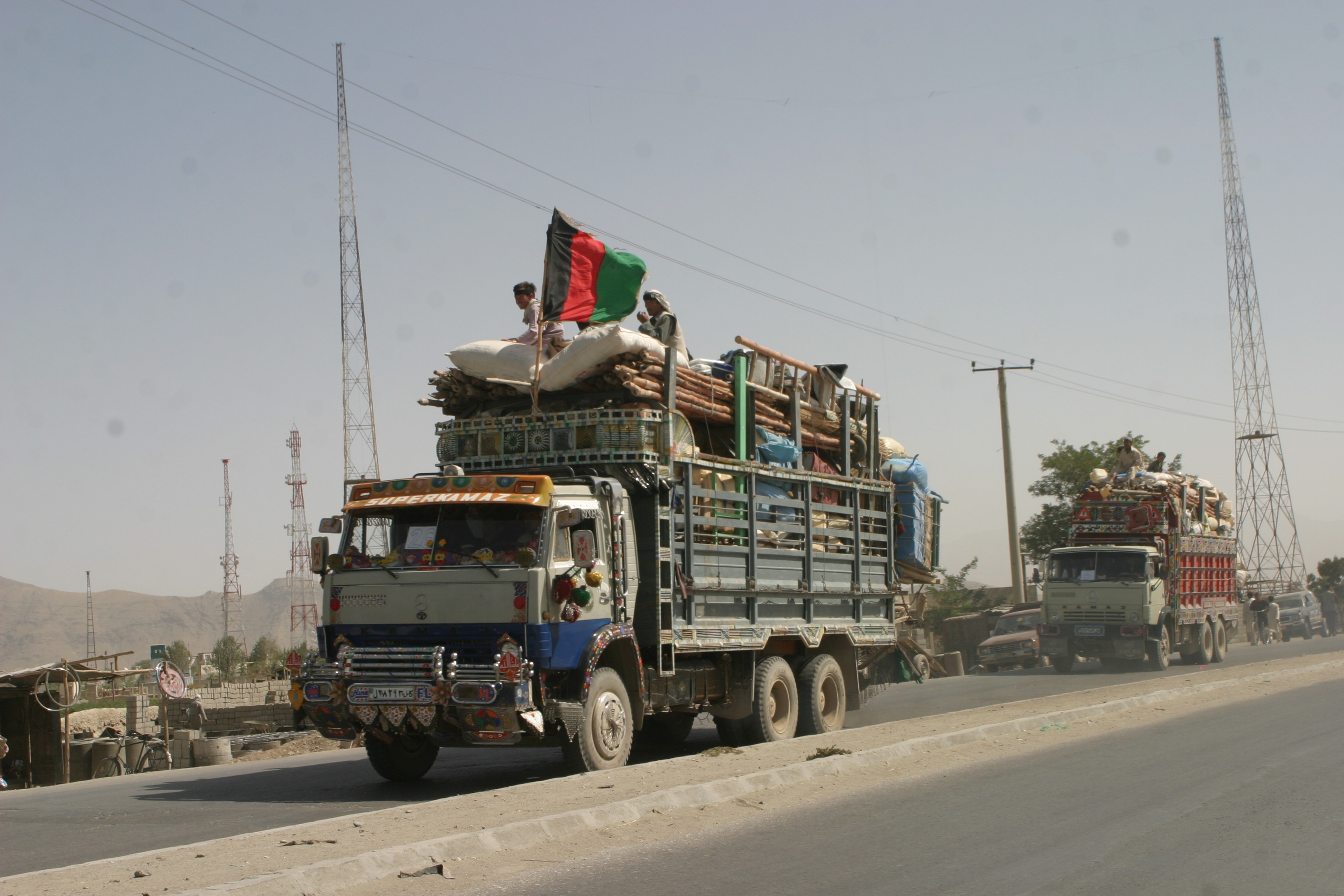
KamAZ-5320 in Afghanistan (2004)

Der KamAZ-5320 ist ein Lastkraftwagen des russischen Unternehmens KamAZ, der von 1976 bis 2000 produziert wurde. Der allradgetriebene KamAZ-4310 basiert auf dem KamAZ-5320.

## Fahrzeuggeschichte
Der KamAZ-5320 gehört zur ersten Generation Fahrzeuge, die in geringen Stückzahlen im neu errichteten KamAZ-Werk ab 1976 gebaut wurden. Tatsächlich begann die Großserienfertigung erst 1978. Es wurden Fahrzeuge mit langer und kurzer Kabine geliefert, alle Kabinentypen sind für Wartungsarbeiten am Motor nach vorne klappbar. Es wurden grundsätzlich nur Fahrzeuge mit Stahlpritsche und Hinterradantrieb gebaut, die nicht für schweres Gelände gedacht waren.
Die DDR importierte die Lastwagen ab 1978. Ab 1980 wurde parallel der KamAZ-53212 gebaut, der sich vom KamAZ-5320 hauptsächlich durch eine gesteigerte Nutzlast unterscheidet.

## Technische Daten
Leichte technische Abweichungen und Variationen sind während der langen Bauzeit aufgetreten. Die hier aufgeführten Daten gelten für Fahrzeuge bis etwa 1990.
- Motor: Viertakt-V8-Dieselmotor
- Motortyp: KamAZ-740[1]
- Einspritzverfahren: Direkteinspritzung mit Mittenkolbenbrennraum
- Leistung: 210 PS (154 kW)
- maximales Drehmoment: 639 Nm
- Hubraum: 10.850 cm³
- Bohrung: 120 mm
- Hub: 120 mm
- Verdichtung: 16:1
- Tankinhalt: 2 × 125 l
- Verbrauch: 35 l/100 km
- Getriebe: manuelles Fünf-Gang-Schaltgetriebe, zweistufige Geländeuntersetzung
- Höchstgeschwindigkeit: 100 km/h
- optionale Motorvorwärmung
- Antriebsformel: 6×4

Abmessungen und Gewichte
- Länge: 7395 mm
- Breite: 2500 mm
- Höhe: 3650 mm
- Radstand: 3190 + 1320 mm
- Spurweite vorne: 2010 mm
- Spurweite hinten: je 1850 mm
- Bodenfreiheit: 280 mm
- Reifendimension: 9,00-20" 12PR
- Leergewicht: 7080 kg
- zulässiges Gesamtgewicht: 15.080 kg
- Zuladung: 8000 kg
- zulässige Anhängelast: 11.500 kg
- Achslast vorne: 3320 kg
- Achslast hinten (Doppelachse): 10.930 kg

Zur Achsführung und Federung hat der Lkw Längsblattfedern, Stoßdämpfer gibt es nur an der Vorderachse. Die Kugelumlauflenkung wird durch eine Lenkhilfe ergänzt. Neben den Simplex-Trommelbremsen (Zweikreisbremsanlage) und der Feststellbremse gibt es eine pneumatisch betätigte Motorstaubremse. Das ab dem zweiten Gang synchronisierte Fünfganggetriebe konnte mit einer Vorschaltgruppe als Zehnganggetriebe gefahren werden. Das Ausgleichsdifferential (Längsdifferential) zwischen den beiden angetriebenen Hinterachsen ist sperrbar.